# Marc Gerritsen
Marc Gerritsen ist ein niederländischer Diplomat.

## Werdegang
Gerritsen erhielt 1996 einen Masterabschluss in zeitgenössischer und nicht-westlicher Geschichte von der Reichsuniversität Groningen und studierte außerdem in Chicago, Paris und Kairo.
Von 1997 bis 2008 arbeitete Gerritsen unter anderem im Büro des Premierministers in Den Haag als Berater für internationale und EU-Angelegenheiten, in der niederländischen Vertretung bei der Palästinensischen Autonomiebehörde in Ramallah und in der Direktion für Sicherheitspolitik des Außenministeriums in Den Haag. Bis 2012 folgte das Amt des Leiters der Wirtschaftsabteilung in der Botschaft in Rom, bis 2014 das des stellvertretenden Direktors der Nuklearen Sicherheitsgipfel in Den Haag und bis 2017 des Leiters der Wirtschaftsabteilung in der Botschaft in Tokio. Von 2017 bis 2021 war Gerritsen Leiter der Abteilung Strategische Beratung im Außenministerium und dann bis 2024 Direktor der Abteilung Nordafrika und Naher Osten.
Gerritsen wurde 2024 niederländischer Botschafter in Jakarta (Indonesien). Die Akkreditierung gab er am 4. November ab. Seine Zweitakkreditierung für den ASEAN überreichte Gerritsen am 9. Dezember 2024. Am 18. Februar 2025 übergab Gerritsen außerdem seine Akkreditierung als niederländischer Botschafter in Osttimor.